# 張㷆
張㷆（1525年—？年），字雲京，號藻溪，福建福州府閩縣人，明朝政治人物。

## 生平
治《春秋》，由縣學增廣生中式嘉靖二十八年己酉科（1549年）福建鄉試第八十二名舉人，年三十二歲中式嘉靖三十五年（1556年）癸未科會試第二百五名，第三甲第八十四名進士。都察院观政，授浙江义乌县知县，三十九年復除直隶昆山县，四十一年调山东博平县，致仕。

## 家族
曾祖張銘，祖張濱，七品散官；父張世範，母林氏；继母林氏。弟𤌍、煾、<火定>。